# Global Force Wrestling
La Global Force Wrestling è stata una federazione di wrestling statunitense con sede nella città di Nashville (Tennessee), fondata da Jeff Jarrett nel 2014. La federazione è inattiva dal 2017.

## Storia
Anche se Jeff Jarrett era ancora un investitore di minoranza della Total Nonstop Action Wrestling (TNA), registrò il marchio "Global Force Wrestling" nell'aprile 2014 ed in seguito promosse il marchio e la ricerca di partner internazionali tra le federazioni di wrestling di tutto il mondo. L'organizzazione ebbe una partnership strategica con 25/7 Productions e David Broome e quest'ultimo dichiarò di prevedere di poter creare contenuti per 52 settimane l'anno.
Nell'agosto 2014 GFW annunciò la partnership con la federazione messicana Asistencia Asesoría y Administración (AAA), con la giapponese New Japan Pro-Wrestling (NJPW) e molteplici promozioni europee, sudafricane, australiane e neozelandesi. Nell'ambito del rapporto tra GFW e la New Japan Pro Wrestling, il 4 gennaio 2015 GFW ha presentato il pay-per-view NJPW's Wrestle Kingdom 9 sul mercato nordamericano che vide il commento di Jim Ross e Matt Striker.
Il 6 maggio 2015, Jarrett annunciò i wrestler per le registrazioni televisive mentre l'11 maggio 2015 annunciò parte del roster ed il giorno dopo GFW annunciò che quattro campioni sarebbero stati incoronati a Las Vegas il 24 luglio 2015.
Il 20 aprile 2017 Karen Jarrett annuncia che la GFW è ufficialmente fusa con Impact.
Il 1º ottobre 2017 Impact Wrestling non riconosce più la fusione con la GFW, la GFW torna ad esistere solamente dal 24 dicembre 2017 nel roster vengono annunciati: Karen Jarrett, James Storm, Jerry Lawler, Ricky Steamboat, Rebel, Crimson e Jax Dane.

## Titoli

### Passati
| Titolo                    | Ultimo campione        | Data ritiro    |
| ------------------------- | ---------------------- | -------------- |
| GFW Global Championship   | Alberto El Patrón      | 14 agosto 2017 |
| GFW Nex Gen Championship  | Cody Rhodes            | 4 luglio 2017  |
| GFW Tag Team Championship | Latin American Xchange | 3 luglio 2017  |
| GFW Women's Championship  | Sienna                 | 2 luglio 2017  |